# Gaston de Raousset-Boulbon

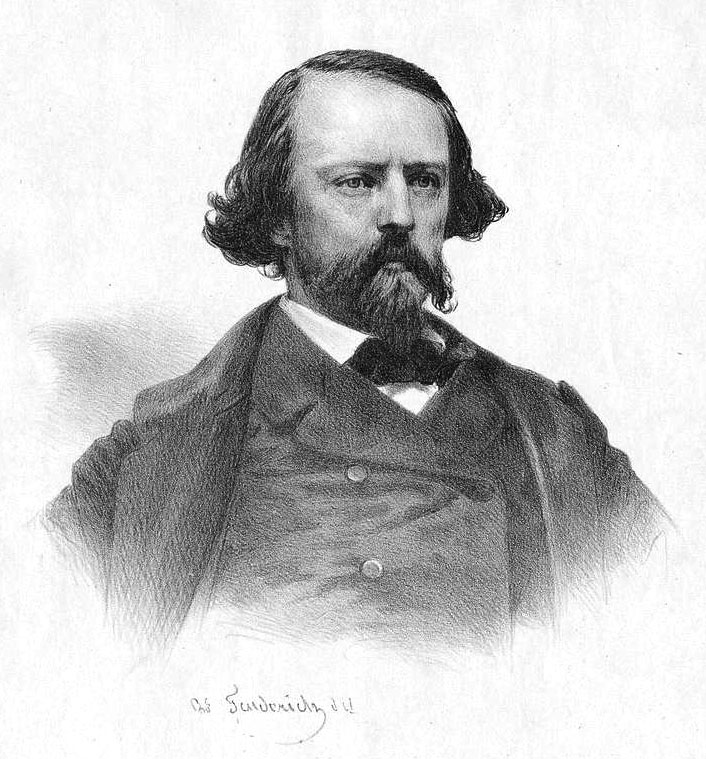
Gaston de Raousset-Boulbon.

Charles René Gaston Gustave de Raousset-Boulbon (Aviñón, 5 de mayo de 1817 - Guaymas, 12 de agosto de 1854) fue un filibustero francés, autor, político y teórico del colonialismo. Típico miembro de la nobleza rural de Francia (donde ostentaba el título de conde), y como muchos pertenecientes a ella, arruinado muy pronto por la "buena vida" en París; se traslada a Argelia, donde surgen sus primeras teorías sobre el colonialismo; la Revolución de 1848 y la Restauración deshacen sus esperanzas de hacer fortuna en tierras africanas, y, de nuevo en París, tampoco logra abrirse camino en una sociedad donde los aristócratas deben convertirse en parte de la nueva burguesía, so pena de perecer.
Incapaz de hacer esto, se embarca en 1850 hacia tierras americanas como pasajero de tercera clase, y cuando el buque hace escala en un puerto colombiano, sus impresiones son las típicas del aristócrata europeo que se siente superior y no puede, por su formación superficial, analizar con un mínimo de profundidad las causas de lo que ve, aunque sí se considera capaz de redimir y transformar la triste realidad que contempla. Así escribe a un amigo:

Estoy triste, sombrío, tengo un enorme peso en el alma, y nada me lo puede quitar. Lo único que me consuela es la idea de la gloria... Seré un gran hombre o un gran criminal.

Por fin estamos en la verdadera América, la América española. Ruinas, mendigos, degradación racial, mezcla de todas las sangres al azar, vagos que tocan la guitarra... niños desnudos, pequeños salvajes que andan de aquí para allá entre los perros... y todo en una naturaleza admirable.

## Viaje a América y la Compañía Restauradora de la Mina Arizona

Bandera de Sonora creada por Raousset en 1852.

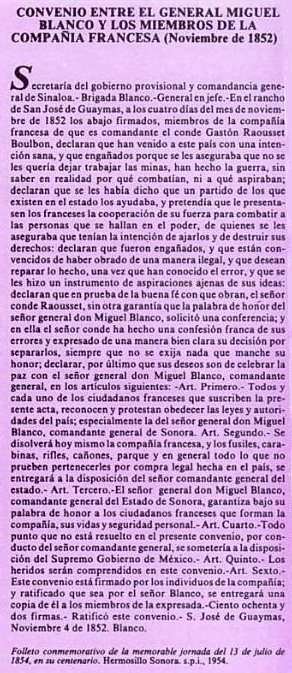

Después llegará de Burdeos a San Francisco (Estados Unidos), desilusionándose profundamente del trabajo en los gambusinos e, inspirado por su compatriota Charles de Pindray, decide dedicarse a la cacería y el transporte de ganado.
De Raousset contacta con el cónsul francés en California, Patrice Dillon, a quien plantea sus intenciones de explotar los recursos mineros en Sonora, lo cual es bien visto por el cónsul por las posibilidades de expandir la colonia francesa hacia esta zona. Por sugerencia de Patrice Dillon, el 7 de abril de 1852 es invitado por la Casa Jecker, Torre y Compañía (CJT&C) con la venia del presidente mexicano Mariano Arista a constituir la Compañía Restauradora de la Mina Arizona, concediéndole los derechos de explotación de dicha mina. Mariano Arista le otorga 30.000 pesos de fondos (provenientes de la Casa Jecker-Torre) para formar una expedición de 250 colonos franceses a quienes les concede la mitad de los terrenos de la mina, así como la mitad del producto explotado (oro y plata) con el único objetivo de promover la colonización de esa zona del estado, así como la defensa de las tribus apaches.
El conde De Raousset-Bulbon, a bordo del navío Archivald Grace, desembarca en Guaymas el 1 de junio de 1852 y espera allí instrucciones del agente de la compañía el general Manuel María Giménez para avanzar hacia la mina Arizona; llega a Hermosillo y de ahí a Saric, sin embargo, el general Miguel Blanco le indica que tomen las vías del río Sonora para llegar a Saric, siendo este el camino más largo y difícil de tomar; rehusando hacer esto, el conde marcha rumbo a Saric por las llanuras, a sabiendas de haberse negado a una orden, por lo que el general Miguel Blanco le indica que tiene que encontrarse con él en Arizpe para presentar sus credenciales; al ir al encuentro del general, este le envía una carta disculpándose por no poder estar en la cita, reanudando el conde su marcha a Saric; en el transcurso del viaje recibe otra carta del general Blanco, solicitándole o bien que el contingente se declarara como soldados mexicanos sin paga y que se redujera a 50 hombres, o bien se dispersaran y solicitaran permisos como extranjeros; ante esto el conde llama a sus soldados y los anima a tomar el pueblo de Saric con una bandera con la inscripción Independencia de Sonora, señalando ser parte de un complot para otorgarle los derechos de explotación a la compañía Forbes-Barron, una compañía rival (a quienes también se le concedió la misma cesión); dejando el campamento en Saric, el contingente de De Raousset-Boulbon marchó a la ciudad de Hermosillo y la tomó por la fuerza el 14 de octubre de 1852, donde se dispuso a encender una revolución en la región.
Pero un ataque de disentería pone a sus hombres y a él mismo en peligro de muerte, por lo que el conde es evacuado a Guaymas, pero en San José (Guaymas) estaba el general Miguel Blanco con 800 hombres y seis piezas de artillería, con el propósito de interceptar a De Raousset y sus fuerzas.
Cuando la compañía llegó al rancho El Tigre, De Raousset envió un grupo bajo bandera de tregua para negociar su rendición; las negociaciones duraron unos tres días y se resolvió la expulsión de las fuerzas francesas a San Francisco, California, el 4 de noviembre de 1852.
Después del regreso de Antonio López de Santa Anna a la presidencia de México, el mandatario llama a De Raousset para reparar los daños que sufrió la Compañía Restauradora, pero las negociaciones se tornan amargas; De Raousset se une a un grupo de conspiradores que planean un golpe de Estado contra Santa Anna y es perseguido después de que la conjura fracase; se ve obligado a huir a caballo desde la Ciudad de México hasta Acapulco, donde se embarca para regresar a San Francisco.

## Segunda expedición a Sonora

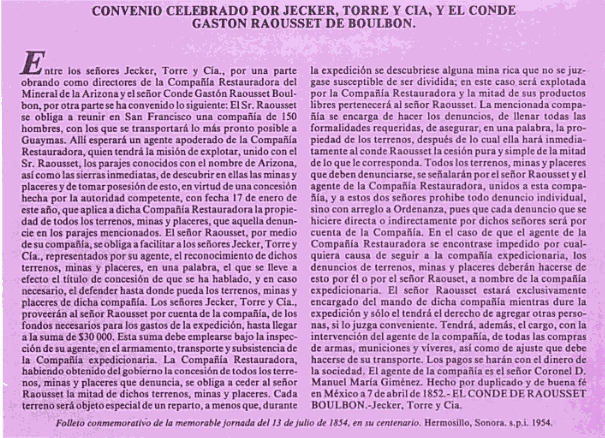

Su segunda expedición constó de cerca de 400 hombres, transportados por el mismo Santa Anna, quien en 1852 ofreció un sueldo y tierras a los franceses que quisieran enlistarse en el ejército mexicano y ayudar a combatir a los apaches en Sonora y la inserción de filibusteros. 
El conde De Raousset aprovechó para infiltrar simpatizantes suyos en las filas de estos nuevos enlistados de Santa Anna y los instruyó a esperarlo en Guaymas para un segundo ataque contra el Gobierno mexicano en Sonora.
Ya en 1853 se publicaba en diarios estadounidenses las pretensiones del conde de atacar Sonora.
Se tienen noticias de que antes de su llegada a Guaymas (26 de mayo de 1854) naufragó en la isla Santa Margarita.
Con motivo de las constantes amenazas sobre Sonora, principalmente de parte de De Raousset y Walker, el Gobierno designó como gobernador de Sonora y comandante militar al general José María Yáñez, quien desempeñaba mismos cargos en Sinaloa. 

### La batalla de Guaymas
A finales de junio de 1854 desembarcó el conde junto con su médico personal y Ernest Vigneaux en Guaymas en el navío La Belle sin que nadie lo supiera, y se puso en contacto con los militares franceses; al enterarse de esto el general José María Yáñez, habló con el conde y el contingente francés varias veces, esperando en vano disuadirlos de su ataque.
La llamada batalla de Guaymas ocurrió el 13 de julio de 1854, después de varios días de preparación por parte de franceses y mexicanos. Los franceses fueron derrotados por las escasas fuerzas armadas mexicanas presentes en la zona, encabezadas por José María Yáñez e Ignacio R. Alatorre, con la ayuda de la población civil. El puerto de Guaymas en ese tiempo contaba con una población no superior a los 2000 habitantes, y estaba formada principalmente por emigrantes europeos y sudamericanos, además de las tribus locales, los guaimas y los yaquis, los cuales ayudaron al ejército a derrotar a los insurrectos. Entre los colaboradores indígenas más destacados se hallaba el futuro caudillo yaqui Cajeme.
De Raousset se refugió en el consulado francés y fue reclamado por cinco oficiales, quienes lo llevaron a un departamento contiguo a la cárcel pública; el resto de los militares que acompañaron al conde fueron puestos en libertad.
El conde Gaston de Raousset-Boulbon fue juzgado por un consejo de guerra y defendido por el teniente Francisco Borunda, quien había sido prisionero suyo en Hermosillo; el juez fue Domingo Ramírez de Arellano. El rebelde francés fue condenado a muerte bajo los cargos de conspiración y rebeldía.

El 11 de agosto escribió una carta al general Yáñez:
"General, es para mí un deber el expresaros cuán reconocido estoy a los buenos procederes que habéis usado conmigo. Os doy las gracias en nombre de mi familia y por el honor de mi nombre. No tengo tampoco sino elogios para los oficiales del ejército mexicano, con quienes me he hallado en relaciones durante mi prisión, y después de esta sentencia, me es satisfactorio pagar este homenaje a su cortesanía. No obstante las circunstancias fatales que me han armado contra vos, creed, general, que abrigo, respecto de vuestro carácter, sentimientos de aprecio cuya expresión solemne y sincera os dirijo."
El día 12 de agosto de 1854, al amanecer, en la plaza del muelle y junto al mar, el conde De Raousset-Boulbon murió fusilado con el rostro descubierto y las manos desatadas.

### Crónica del fusilamiento por Juan Alfredo Robinson[citarequerida]
Yo estaba presente cuando fue declarado culpable y se le impuso la sentencia. La noche anterior a la ejecución se dedicó a escribir cartas a su familia y amistades, y probablemente escribió como veinte de ellas. Cuando la guardia lo sacó de la prisión en la mañana de la ejecución, se detuvo un momento y dijo: “Se me olvida algo”, y regresó al cuarto en donde había estado. Sobre su cama estaba un sarape mexicano, lo tomó y pidió que se le pusiera un rótulo con el nombre de un sobrino suyo en Francia y solicitó que se le enviase. Este pequeño incidente muestra lo tranquilo que estaba. Pidió al general Yáñez el privilegio de que se le disparara al pecho y no por la espalda, como traidor. El general accedió y así se hizo. El oficial que comandaba el pelotón ordenó que este avanzara dos pasos y Raousset también avanzó dos pasos. El conde tenía una pequeña medalla que estimaba mucho y que deseaba dar a su hermana, pero no quiso que la quitaran de su cuerpo hasta que él muriera. Cuando los soldados dispararon, una de las balas le pegó a la medalla y le tumbó un pedazo. De Raousset murió como un valiente. Dijo que si tuviera mil vidas sacrificaría cada una de ellas por la misma causa. Yo salí del pueblo el día de la ejecución pues no quise escuchar los disparos.